# Prochoerodes transmutans
Prochoerodes transmutans är en fjärilsart som beskrevs av Walker 1860. Prochoerodes transmutans ingår i släktet Prochoerodes och familjen mätare. Inga underarter finns listade i Catalogue of Life.